# Joaquín Gorrochategui
Joaquín Gorrochategui Churruca (Éibar, 17 de agosto de 1953) es un lingüista español. Dirige el Instituto de Estudios Clásicos de la Universidad del País Vasco.

## Biografía
Diplomado en 1982 en Filología Clásica por la Universidad de Salamanca con la tesis Estudio sobre la onomástica indígena de Aquitania en relación con la de las zonas vecinas dirigida por Koldo Mitxelena, Joaquín Gorrochategui completó sus estudios en Francia (Toulouse) y más tarde en Alemania (Bonn). Jean-Baptiste Orpustan dijo de esta tesis que conlleva el «comentario lingüístico más completo y más reciente de las inscripciones latinas de Aquitania, analizando diversos términos donde ha distinguido un léxico en apariencia cercano al vasco y que representa, por una parte, un estado antiguo de esta lengua e indicaciones sobre su extensión territorial en la última etapa de la Antigüedad».
Joaquín Gorrochategui ha escrito más de un centenar de artículos, pronunciado conferencias en numerosas universidades europeas y dirigido tesis de lingüística vasca, itálica, eslava y paleohispánica. Se ha interesado en particular en la investigación sobre las lenguas y las epigrafías prerromanas, en el estudio de los vestigios de la lengua vasca.
Es miembro del comité editorial de varias revistas científicas, tanto vascas como de otro foco, y es miembro correspondiente de la Academia de la Lengua Vasca. Es un experto en el seno de varias agencias de evaluación y de la Comisión Consultiva encargada de probar la autenticidad de los grafitos del yacimiento romano de Iruña-Veleia. También es miembro numerario de Jakiunde o Academia Vasca de las Ciencias, las Artes y las Letras.

## Distinciones
En el año 2023 recibió el premio Euskadi de Investigación por toda su carrera investigadora. Según destaca el jurado de esta edición, el trabajo realizado por el Profesor Gorrochategui ha inspirado a las nuevas generaciones de investigadores e investigadoras de Euskadi, generando una escuela científica para el estudio de la evolución de diversas lenguas (desde las célticas a las eslavas o incluso a lenguas no indoeuropeas además de la vasca).

## Obras
Libros
- Metodo konparatzailea hizkuntzalaritza historikoan, A. Meillet, Bilbao: Euskal Herriko Unibertsitatea, Argitalpen Zerbitzua, 2001, ISBN 84-8373-358-7.
- Onomástica indígena en Aquitania, Lejona, Vizcaya: Servicio Editorial, Universidad del País Vasco, 1984, ISBN 84-7585-013-8.

Publicaciones colectivas
- Euskara zaharra, Pirinioetako hizkuntzak: oraina eta lehena: Euskaltzaindiaren XVI. Biltzarra, 2011, ISBN 978-84-95438-76-8, págs. 695-716.
- Aintzinateko euskararen nondik norakoak, Euskalgintza XXI. mendeari buruz XV. biltzarra: Hizkuntza gaiak, 2008, ISBN 978-84-95438-26-3, págs. 361-378.
- Reflexiones sobre la historia social del valle del Duero: las denominaciones personales, con Milagros Navarro Caballero, José María Vallejo Ruiz, "Villes et territoires dans le bassin du Douro è l'époque romaine: actes de la table-ronde internationale" (Burdeos, septiembre de 2004) / coord. por Milagros Navarro Caballero, Juan José Palao Vicente, María Angeles Magallón Botaya, 2007, ISBN 2-910023-85-0, págs. 287-340.
- Onomástica vascona y aquitana: elementos para el conocimiento de la Historia Antigua de Navarra, Navarra en la Antigüedad: propuesta de actualización / coord. por Javier Andreu Pintado, 2006, ISBN 84-235-2853-7, págs. 111-136
- La lengua celtibérica, Celtas y Vetones: Torreón de los Guzmanes, Iglesia de Santo Tomé el Viejo, Ávila, septiembre-diciembre de 2001, 2004, ISBN 84-89518-76-9, págs. 200-207.
- Los alfabetos de Italia y el alfabeto latino, La escritura y el libro en la antigüedad / coord. por Jesús Bartolomé Gómez, Milagros Quijada Sagredo, María Cruz González Rodríguez, 2004, ISBN 84-7882-547-9, págs. 55-78.
- Apéndice: imágenes y textos para la historia de los alfabetos de Italia y del alfabeto latino , con Cirilo García Román, "La escritura y el libro en la antigüedad" / coord. por Jesús Bartolomé Gómez, Milagros Quijada Sagredo, María Cruz González Rodríguez, 2004, ISBN 84-7882-547-9, págs. 79-92.
- El área de Bilbao en la Antigüedad, Bilbao. El espacio lingüístico: Simposio 700 Aniversario coord. por Ana Elejabeitia Ortuondo, Juan Otaegi, Adolfo Arejita, Carmen Isasi Martínez, Nagore Etxebarria, 2002, ISBN 84-7485-792-9, págs. 103-120.
- Nota sobre las inscripciones ibéricas de Aubagnan, Erramu Boneta. Festschrift para Rudolf P. G. de Rijk / coord. por Xabier Artiagoitia Beaskoetxea, Patxi Goenaga Mendizabal, Joseba Andoni Lakarra, Andrinua, 2002, ISBN 84-8373-406-0, págs. 299-302.
- Comparación lingüística, filología y reconstrucción del Protovasco, Joseba Andoni Lakarra, "Religión, lengua y cultura prerromanas de Hispania" / coord. por Francisco Villar, María Pilar Fernández Alvárez, 2001, ISBN 84-7800-893-4, págs. 407-438.
- Gallaecia e as linguas prerromanas da Península Ibérica, Galicia fai dovs mil anos o feito diferencial galego / coord. por Gerardo Pereira Menaut, Vol. 1, 1997 (Galicia fai dovs mil anos o feito diferencial galego / coord. por María Xosé Fernández Cerviño, Gerardo Pereira Menaut), ISBN 84-88908-06-7, págs. 15-50.
- Nuevas aportaciones a la reconstrucción del Protovasco, con Joseba Andoni Lakarra, "La Hispania prerromana: actas del VI Coloquio sobre lenguas y culturas prerromanas de la península ibérica" (Coímbra, 13-15 de octubre de 1994) / coord. por Francisco Villar, José D'Encarnação, 1996, ISBN 84-7481-830-3, págs. 101-146.
- La onomástica aquitana y su relación con la ibérica , Lengua y cultura en Hispania prerromana: actas del V Coloquio sobre lenguas y culturas de la península ibérica: (Colonia 25-28 de noviembre de 1989) / coord. con Francisco Villar, Jürgen Untermann, 1993, ISBN 84-7481-736-6, págs. 609-634.
- Las lenguas de los pueblos paleohispánicos , Los celtas: Hispania y Europa / coord. por Martín Almagro Gorbea, 1993, ISBN 84-87863-20-5, págs. 409-430.
- Descripción y posición linguísica del celtibérico , Memoriae L. Mitxelena magistri sacrum, Vol. 1, 1991, ISBN 84-87907-021-8, págs. 3-32.
- Consideraciones sobre la fórmula onomástica y la expresión del origen en algunos textos celtibéricos menores, Studia indogermanica et paleohispanica in honorem A. Tovar et L. Michelena / coord. por Francisco Villar, 1990, ISBN 84-7481-618-1, págs. 291-312.
- Reflexiones sobre el material lingüístico de los Pirineos Occidentales y Centrales en época antigua, Pirenaico navarro-aragonés, gascón y euskera: V Cursos de Verano en San Sebastián = Donostiako Udako V Ikastaroak / coord. avec Ricardo Cierbide Martinena, 1987, págs. 9-28.
- Lengua aquitana y lengua gala en al Aquitania etnográfica , Symbolae Ludovico Mitxelena septuagenario oblatae, Vol. 1, 1985, ISBN 84-600-4141-7, págs. 614-628.
- Acerca de Helasse, teónimo indígena atestiguado en Miñano Mayor (Álava), La formación de Alava: 650 aniversario del Pacto de Arriaga (1332-1982), Vol. 1, 1982, ISBN 84-505-2653-1, págs. 463-470.